# 融合抑制剂

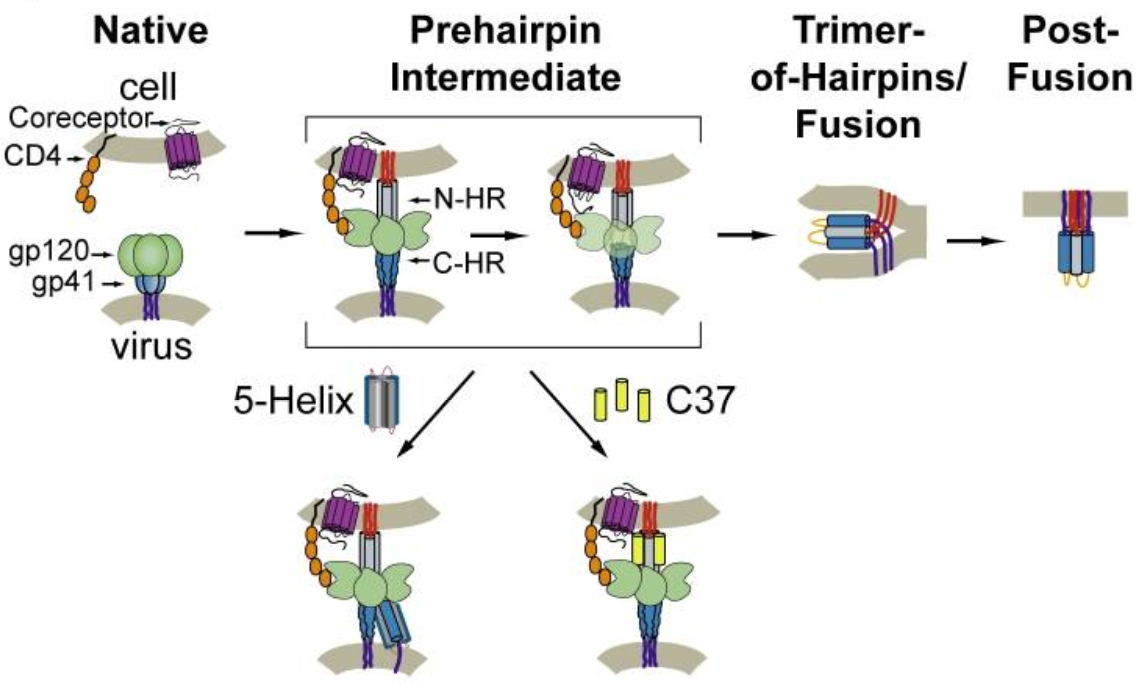
HIV侵入人CD4+ T细胞的模式简图，简图下方中部简要说明了两种融合抑制剂5-Helix和C37的作用机制（靶点都是gp41蛋白）

融合抑制剂（fusion inhibitor），又称为进入抑制剂（entry inhibitor），是一种抗艾滋病靶向药物，能夠防止艾滋病病毒（HIV）与质膜融合從而阻断HIV感染CD4+ T细胞。融合抑制剂不仅能避免HIV感染人体、防止患上获得性免疫缺陷综合症（AIDS，即艾滋病），还能使HIV携带者或艾滋病患者体内的HIV生命周期在这一步阻断，控制病情。
截至2019年，美国食品药品监督管理局（FDA）一共批准三种融合抑制剂类药物上市：恩夫韦地（enfuvirtide，商品名Fuzeon）、伊巴珠单抗（商品名Trogarzo），以及马拉韦罗（maraviroc，商品名Selzentry）。

## 作用机制

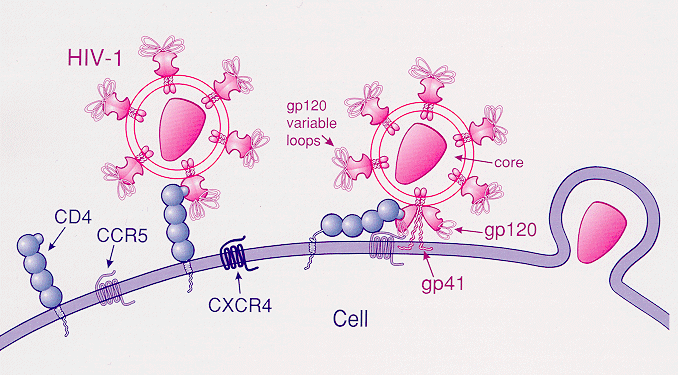
HIV进入细胞的简单图示

HIV进入细胞时与细胞融合过程的分子机理已得到阐明。HIV病毒包膜上的gp120糖蛋白与gp41蛋白形成了一个异三聚体蛋白复合物。在HIV侵入人CD4+ T细胞时，gp120糖蛋白首先会与CD4+ T细胞表面作为受体的CD4分子发生相互作用，紧接着与作为共受体的细胞表明蛋白CCR5或CXCR4结合，gp41蛋白与质膜结合并进行固定，这一过程完成后，HIV的病毒包膜会与CD4+ T细胞的质膜融合，HIV藉此進入CD4+ T细胞中。先前的研究表明，HIV较难感染CCD5表面蛋白的天然缺陷个体，艾滋病在这类个体体内发展速度也较慢，这使得融合抑制剂的研发成为可能。
目前获批的三种融合抑制剂类药物恩夫韦地（enfuvirtide，商品名Fuzeon）、伊巴珠单抗（商品名Trogarzo），以及马拉韦罗（maraviroc，商品名Selzentry）有各不相同的作用机制。其中，恩夫韦地通过抑制膜融合过程发挥药效、马拉韦罗通过抑制CCR5蛋白功能发挥药效。较新获批（2018年）的ibalizumab是通过阻断gp120与CD4的结合过程起效的，是第一种获批的治疗HIV-1病毒的单克隆抗体类药物。

## 临床意义与副作用

马拉韦罗的化学结构式

融合抑制剂可以用作阻断药物，在人体面临HIV感染风险时阻止HIV感染人体，使人免于患上获得性免疫缺陷综合症（AIDS，即艾滋病）。此外，融合抑制剂能在侵入细胞这一步阻断HIV的生命周期，使艾滋病患者的病情得到控制。
融合抑制剂类药物恩夫韦地最常见的副作用是注射部位疼痛，发生率超过90%，接近100%。服用恩夫韦地后，罹患细菌性肺炎的风险会升高。恩夫韦地也可能导致嗜酸性粒细胞介导的过敏反应（发生概率大约是1%）。同类药物马拉韦罗可能造成咳嗽、发烧、上呼吸道感染、腹痛、皮疹、姿位性低血压、肌肉骨骼系统异常等症状，同时具有一定肝毒性（经皮疹和嗜酸粒细胞增多）、可能使心肌梗塞的概率提高。伊巴珠单抗的常见副作用包括腹泻、恶心、头晕，以及皮疹。